# Gahry
Gahry, niedersorbisch Garjej, ist ein Ortsteil der Gemeinde Wiesengrund im Landkreis Spree-Neiße im Südosten des Landes Brandenburg. Der Ort gehört dem Amt Döbern-Land an und war bis zum 31. Dezember 2001 eine eigenständige Gemeinde.

## Lage
Gahry liegt in der Niederlausitz, acht Kilometer südwestlich der Stadt Forst (Lausitz) und 18 Kilometer südöstlich von Cottbus. Die Gemarkung des Ortsteils grenzt im Norden und Nordosten an Jethe mit dem Teilort Smarso, im Osten an Jocksdorf, im Südosten an Groß Kölzig, im Süden an Mattendorf sowie im Südwesten und Westen an Trebendorf. Gahry zählt zum amtlichen Siedlungsgebiet der Sorben/Wenden.
Gahry liegt an der Landesstraße 481 und der im Ort abzweigenden Kreisstraße 7108. Die Bundesstraße 115 liegt rund zweieinhalb Kilometer östlich des Dorfes. Gahry liegt am Jether Grenzfließ, innerhalb der Gemarkung des Ortsteils liegen zudem weitere kleine Kanäle und Gräben.

## Geschichte

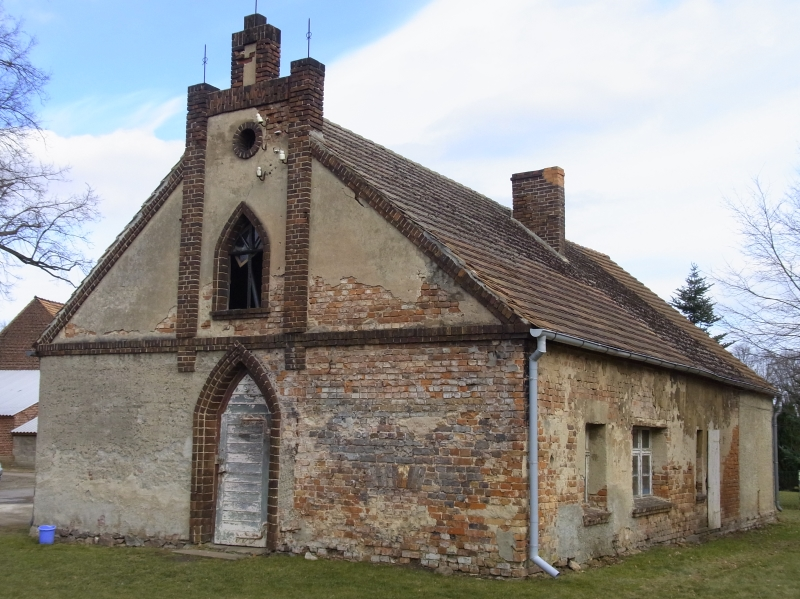
Wirtschaftsgebäude des Gutshofes

Gahry wurde im Jahr 1507 erstmals urkundlich erwähnt. Der Ortsname geht auf die sorbische Bezeichnung für eine Brandstätte zurück. Bis ins 19. Jahrhundert war Gahry ein zweigeteiltes Dorf. Zunächst gehörte ein Teil des Ortes zur Herrschaft Cottbus der Mark Brandenburg und der andere Teil zum böhmischen Markgraftum Niederlausitz. Der niederlausitzer Teil von Gahry kam im Jahr 1635 durch den Prager Frieden zum Kurfürstentum Sachsen, das im Jahr 1806 zum Königreich Sachsen erhoben wurde. Im Jahr 1807 kam die Herrschaft Cottbus ebenfalls zum Königreich Sachsen, womit nun beide Teile sächsisch waren.
Bei der auf dem Wiener Kongress beschlossenen Teilung des Königreiches Sachsen wurde die Niederlausitz dem Königreich Preußen und dort der Provinz Brandenburg zugeordnet. Bei der Gebietsreform im Jahr 1816 wurde Gahry dem Kreis Cottbus im Regierungsbezirk Frankfurt zugeordnet. Anfang der 1840er Jahre hatte Gahry laut der Topografisch-statistischen Übersicht des Regierungsbezirks Frankfurt a. d. O. 269 Einwohner in 41 Wohngebäuden und war nach Komptendorf gepfarrt. Im Jahr 1864 hatte der Ort 284 Einwohner. Zu Gahry gehörten zu diesem Zeitpunkt eine Schäferei, eine Windmühle und eine Schänke. Der ehemals sächsische Anteil von Gahry gehörte als Vasallengut zur Herrschaft Forst. Bei der Volkszählung vom 1. Dezember 1871 hatte die Landgemeinde Gahry 236 Einwohner in 43 Haushalten. Von den Einwohnern waren 117 Männer und 119 Frauen; 56 Einwohner waren Kinder unter zehn Jahren. Der Gutsbezirk Gahry hatte zu diesem Zeitpunkt 54 Einwohner in zwölf Haushalten. Davon waren 24 Männer und 30 Frauen sowie 17 Kinder unter zehn Jahren.
Im 19. Jahrhundert war Gahry noch ein Dorf mit überwiegend sorbischsprachiger Bevölkerung. Arnošt Muka ermittelte für seine Statistik über die sorbische Bevölkerung in der Lausitz im Jahr 1884 für Gahry eine Einwohnerzahl von 271, davon waren 256 Sorben und 15 Deutsche. Am 2. Dezember 1895 hatte die Landgemeinde Gahry 209 Einwohner in 52 Haushalten und der Gutsbezirk Gahry 57 Einwohner in elf Haushalten. Viele Jahrzehnte war das Rittergut Gahry in bürgerlicher Hand, u. a. Fritz Dorendorff. Genannt sind zu jener Zeit im Handbuch des Grundbesitzes 324 ha.  Am 1. Dezember 1910 lebten in der Landgemeinde 285 und im Gutsbezirk 48 Einwohner. Spätestens seit 1914 war der damalige Leutnant Gneomar von Natzmer-Trebendorf (1883–1968) Gutsherr auf Gahry. Die amtlichen Quellen belegen konstant die Gesamtfläche, hier 329 ha. Der Lageplan des Rittergutes aus 1918 ist erhalten geblieben und befindet sich im Brandenburgischen Landeshauptarchiv. Natzmer unterstützte in den 1920er Jahren den so genannten Heimatschutzbund Brandenburg-Süd. Er galt als führender Kopf des Brandenburgischen Landbundes. Politisch aktiv in der Öffentlichkeit blieb Natzmer selbst bei der Thematik der Umschuldung der Güter nach 1929. Auch sein Sohn Natzmer jun. (1907) trat, wie der Vater zuvor, in den eher als liberal geltenden Johanniterorden ein und wurde dort nach dem Krieg Rechtsritter. G. von Natzmer-Gahry, so seine damalige Namensnutzung, wurde frühzeitig Mitglied der Deutschen Dendrologischen Gesellschaft. Hier waren alle Grundbesitzer mit Interesse organisiert. Gneomar sen. war nicht Mitglied der NSDAP, im Krieg Oberst bei der Luftwaffe, und heiratete in zweiter Ehe Charlotte Hartmann. Seine Flucht 1945 und die seiner Familie ist dokumentiert. Der Sohn war Oberleutnant, Gneomar jun. wurde später Kaufmann.
Ab 1921 gab es im Ort über eine gesondert gegründete Raiffeisen-Genossenschaft eine durchgehende Stromversorgung. Im Jahr 1925 wurde die Freiwillige Feuerwehr in Gahry gegründet. 1928 wurde der bis dorthin vollkommen eigenständige Gutsbezirk in die Landgemeinde eingegliedert, an den privaten und öffentlichen Besitzverhältnissen änderte sich dadurch nichts. Nach literarischen Überlieferungen änderte sich dadurch nichts an einem Leben auf einem Rittergut.
Nach dem Ende des Zweiten Weltkrieges wurden die Gutsbesitzer in Gahry enteignet und das Land auf Neubauern verteilt. Die Gemeinde gehörte fortan zur Sowjetischen Besatzungszone und dort ab 1947 zum Land Brandenburg. Seit 1949 lag Gahry in der DDR.
Bei der Gebietsreform am 25. Juli 1952 wurde Gahry dem neu gebildeten Kreis Forst im Bezirk Cottbus zugeordnet. 1956 hatte Gahry laut Ernst Tschernik einen sorbischsprachigen Bevölkerungsanteil von nur noch 3,4 Prozent. Nach der Wiedervereinigung gehörte die Gemeinde zunächst zum Landkreis Forst in Brandenburg. Im Jahr 1992 schloss sich die Gemeinde dem Amt Hornow/Simmersdorf an. Bei der brandenburgischen Kreisreform vom 5./6. Dezember 1993 ging der Landkreis Forst im neuen Landkreis Spree-Neiße auf. Am 31. Dezember 2001 fusionierte die Gemeinde Gahry mit Gosda, Jethe und Trebendorf sowie der Gemeinde Mattendorf aus dem Amt Döbern-Land zu der neuen Gemeinde Wiesengrund. Das Amt Hornow/Simmersdorf wurde am 5. März 2003 aufgelöst und in das Amt Döbern-Land eingegliedert.

## Bevölkerungsentwicklung
| Jahr | Einwohner |
| ---- | --------- |
| 1875 | 280       |
| 1890 | 271       |
| 1910 | 333       |

| Jahr | Einwohner |
| ---- | --------- |
| 1925 | 371       |
| 1933 | 373       |
| 1939 | 387       |

| Jahr | Einwohner |
| ---- | --------- |
| 1946 | 419       |
| 1950 | 432       |
| 1964 | 336       |

| Jahr | Einwohner |
| ---- | --------- |
| 1971 | 338       |
| 1981 | 290       |
| 1985 | 297       |

| Jahr | Einwohner |
| ---- | --------- |
| 1989 | 297       |
| 1995 | 300       |
| 2000 | 338       |

Gebietsstand des jeweiligen Jahres